# Puertoricaanse hagediskoekoek
De Puertoricaanse hagediskoekoek (Coccyzus vieilloti) is een vogel uit de familie van de koekoeken. De vogel is genoemd naar de Franse ornitholoog Louis Jean Pierre Vieillot.

## Verspreiding en leefgebied
Deze soort is endemisch in Puerto Rico.

## Status
De grootte van de populatie is in 2013 geschat op 2200-3000 volwassen vogels. Op de Rode lijst van de IUCN heeft deze soort de status niet bedreigd.  